# Revue du droit des technologies de l'information
La revue du droit des technologies de l'information (RDTI) est une revue juridique trimestrielle rendant compte de la doctrine et de la jurisprudence relatives au droit des technologies de l'information et de la communication.

## Origines
La revue est née en novembre 1998 au sein du Centre de recherches informatique et droit de la Faculté de droit de Namur dans le cadre du master complémentaire en droit des TIC. Après trois années sous le sceau de la pluridisciplinarité, l'acuité des questionnements en droit a justifié un recentrement sur la discipline juridique. Elle s'est appelée jusqu'en 2003 Ubiquité.

## Contenu
Le droit des technologies de l'information et de la communication acquiert chaque jour plus d'importance dans la vie des praticiens du droit.
La revue vise à répondre aux problématiques soulevées par le formidable essor qu'ont connu les technologies de l'information et de la communication dans notre société. Ces problématiques, souvent inédites, nécessitent un travail juridique créatif. La revue du droit des technologies de l'information accueille donc une doctrine innovante provenant d'auteurs reconnus.
La jurisprudence y trouve naturellement sa place et donne lieu systématiquement à des notes d'observations éclairantes et à une chronique biannuelle.
Quant aux évolutions législatives nationales et européennes, elles sont mises en perspective dans des contributions analytiques, complétées par une chronique législative bisannuelle figurant dans le premier numéro de l'année.
On peut trouver sur le  site de la revue la table des matières de tous les numéros publiés et consulter in extenso les numéros publiés chez l'éditeur actuel sur Strad@ lex.

## Public visé
La revue tente de satisfaire tant les avocats spécialisés et les académiques, qui y trouveront des articles approfondis, que les généralistes, qui maîtriseront en une seule publication cette discipline juridique complexe et toujours plus présente. 
Prenant le parti d'une publication en langue française, l'ambition de la rédaction internationale est de constituer un véritable corpus francophone de doctrine relative au droit des technologies de l'information et de la communication. La revue s'adresse donc autant au lectorat belge que français, canadien, luxembourgeois, africain francophone ou suisse.

## Comité de rédaction
Président : Yves Poullet
Directeurs : Jean-François Henrotte, Hervé Jacquemin, Karen Rosier, Alexandre Cruquenaire
Secrétaires de rédaction : Elise Defreyne, Quentin Van Enis, Jean-Benoît Hubin
Comité de rédaction : Bertel De Groote, Cécile de Terwangne, Séverine Dusollier, Axel Lefebvre, Thierry Léonard, Etienne Montero, Robert Queck, Alexandre de Streel, Jean-Paul Triaille, Peggy Valcke, Maxime Lambrecht, Michele Ledger, Hakim Haouideg
Comité international : Valérie-Laure Benabou, Mark Cole, Sébastien Fanti, Dominique W. Kabre, Pierre Trudel